# Železniční trať Görlitz–Zawidów
Železniční trať Görlitz–Zawidów (Zhořelec–Závidov) byla pruská hlavní trať, součást dálkového spojení Berlína s Vídní. Trať byla spolu otevřena 1. června 1875.

## Historie železniční trati
Na konci devatenáctého století byla trať důležitou dopravní tepnou mezi Pruskem, Čechami a Rakouskem. Z důvodu obtížného trasování úseku mezi Libercem a Pardubicemi však postupně hlavní roli převzala trať vedoucí přes saské Drážďany a dále údolím Labe, přestože byla delší.

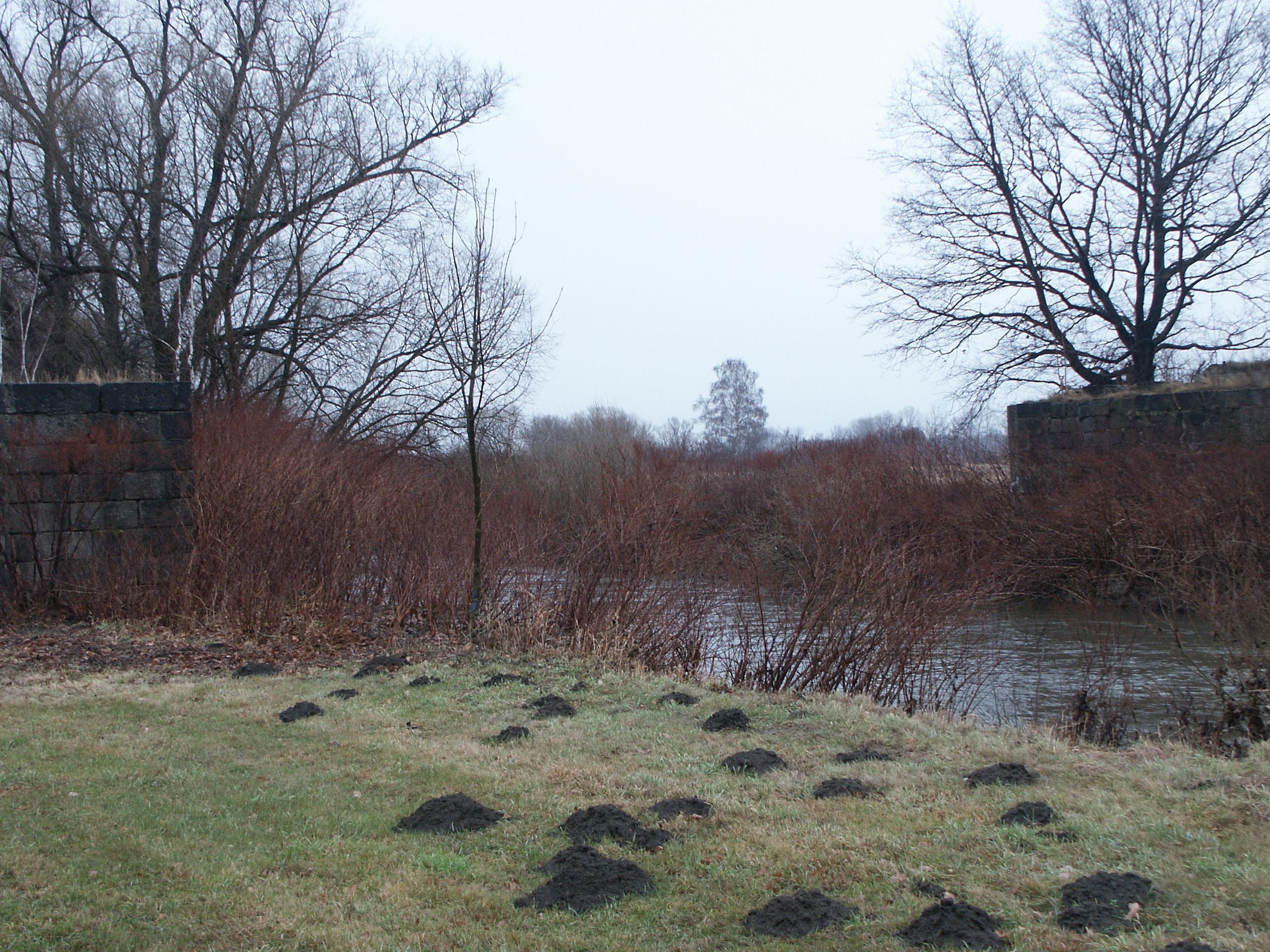
Bývalý most přes Lužickou Nisu (2007)

Po druhé světové válce bylo území na východ od Lužické Nisy obsazeno Polskem. Pravidelný přeshraniční provoz byl ukončen. Úsek na západ od Nisy byl spolu s Niskou drahou využíván spoji Zhořelec–Žitava.
Úsek na východ od Nisy neměl žádné přímé napojení na polskou železniční síť. V roce 1948 byla z tohoto důvodu prodloužena bývalá lokální trať Sulików – Mikułowa (Schönberg – Nikolausdorf), 3. října 1948 získal Závidov (Seidenberg) přímé železniční spojení s polským vnitrozemím. V roce 1950 bylo vybudováno propojení s Niskou dráhou, zaústění se nachází nedaleko vesnice Ręczyn. Hlavními důvody byla možnost přepravy materiálu v souvislosti s výstavbou elektrárny Turów a přeprava uhlí ze sousedního povrchového dolu. V roce 1960 byla tato trať prodloužena až do města Bogatynia (Reichenau), osobní přeprava PKP však byla 3. dubna 2000 zastavena. V současnosti je trať využívána výhradně pro nákladní přepravu, což platí i pro přeshraniční úsek Zawidów – Černousy.